# Sergio Lombardo
Sergio Lombardo (Roma, 1º dicembre 1939) è un artista italiano.

## Biografia
Inizia il percorso artistico giovanissimo, più precisamente alla fine degli anni cinquanta; realizzando i suoi primi lavori monocromi, tessere di carta incollate su tela e verniciate con stesure a smalto. Esordisce in una mostra collettiva nel 1958 al Premio Cinecittà di Roma, dove incontra Francesco Lo Savio, Mario Schifano, Renato Mambor, Cesare Tacchi e Tano Festa.
Nel 1961 Lombardo inizia a realizzare il ciclo di opere Gesti Tipici, dipingendo dapprima in bianco e nero e successivamente a colori, in formato superiore a quello reale, alcuni dei più importanti personaggi politici dell'epoca, evidenziandone i caratteri emblematici e suggestivi. Durante questo periodo artistico aderisce al gruppo della Scuola di Piazza del Popolo, movimento artistico al quale parteciparono artisti come Mario Schifano, Jannis Kounellis, Tano Festa, Franco Angeli, Renato Mambor, Cesare Tacchi, i quali si riunivano a Roma intorno al Caffè Rosati e alla galleria La Tartaruga di Plinio de Martiis. Nel 1963 espone alla Galleria La Tartaruga con Renato Mambor e Cesare Tacchi, mentre nel 1964 partecipa alla collettiva Otto giovani pittori romani.
Dalla metà degli anni sessanta realizza il ciclo dei Supercomponibili, che nel 1968 presenta alla galleria La Salita di Roma e al Salone Annunciata di Milano. Questi anni segnano una forte partecipazione all'estero in rassegne tematiche e collettive tra le quali nel 1967 al Museo Nazionale d'Arte Moderna di Tokyo, nel 1968 al Jewish Museum di New York e nel 1969 al Centre Georges Pompidou di Parigi.
Nel 1970 alla 35. Mostra Internazionale d'Arte, la Biennale di Venezia espone Sfera con Sirena, opera ambientale composta da sette sfere che al minimo spostamento emettevano un suono di sirena d'allarme.
Dagli anni ottanta elabora la pittura Stocastica, procedure automatiche di creazione artistica. Espone in numerose mostre tra le quali la mostra personale del 2004 alla Fondazione Mudima di Milano e nel 2011 alla collettiva Capolavori italiani uno sguardo sul novecento al Museo d'arte moderna e contemporanea di Trento e Rovereto. Negli anni '80 insegna all'Accademia di Belle Arti di Frosinone.